# Liste des clochers-murs de la Gironde
Cet article recense les édifices religieux de la Gironde, en France, munis d'un clocher-mur.

## Liste

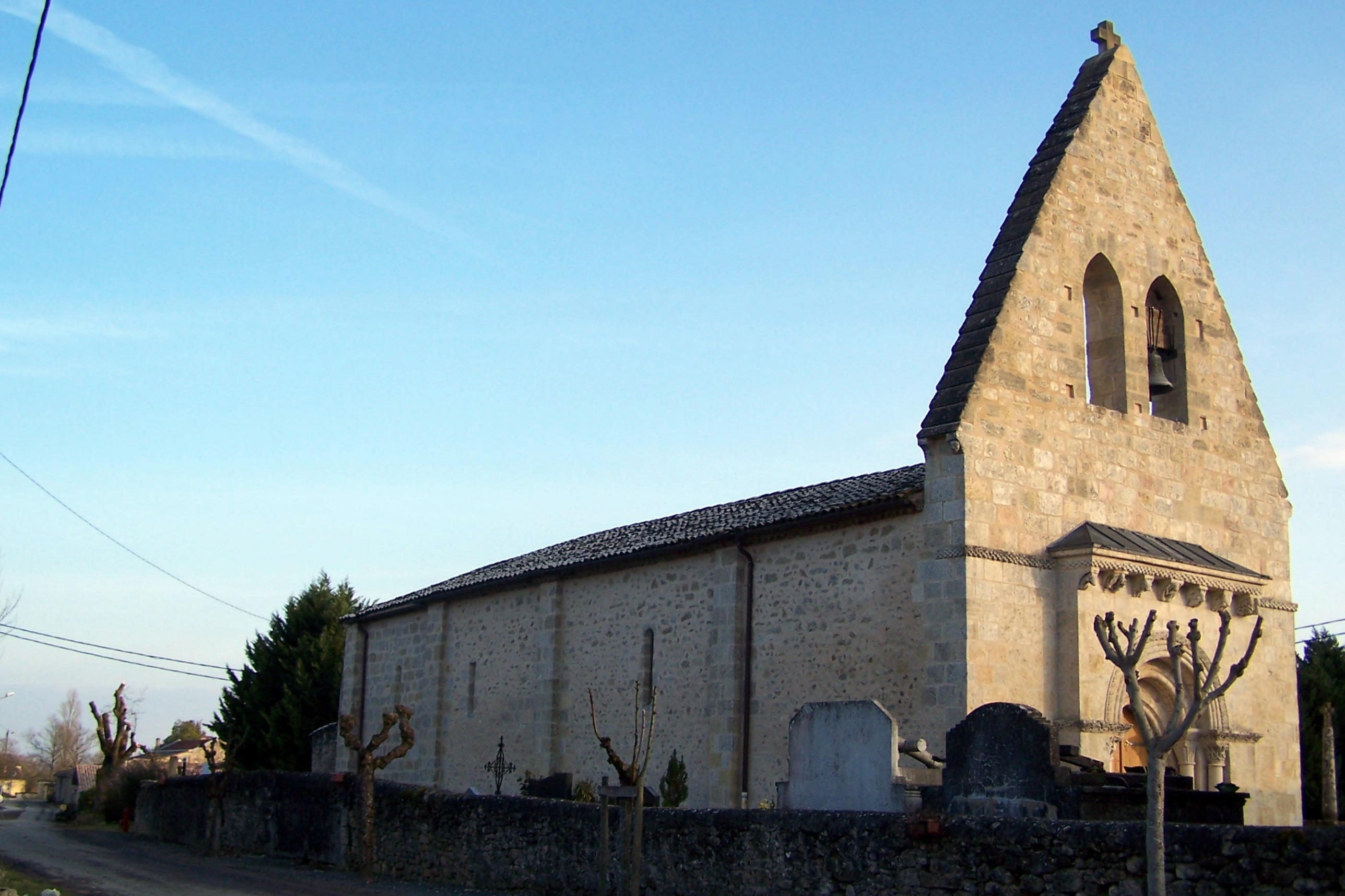
Église Saint-Christophe du Puch à Sauveterre-de-Guyenne.
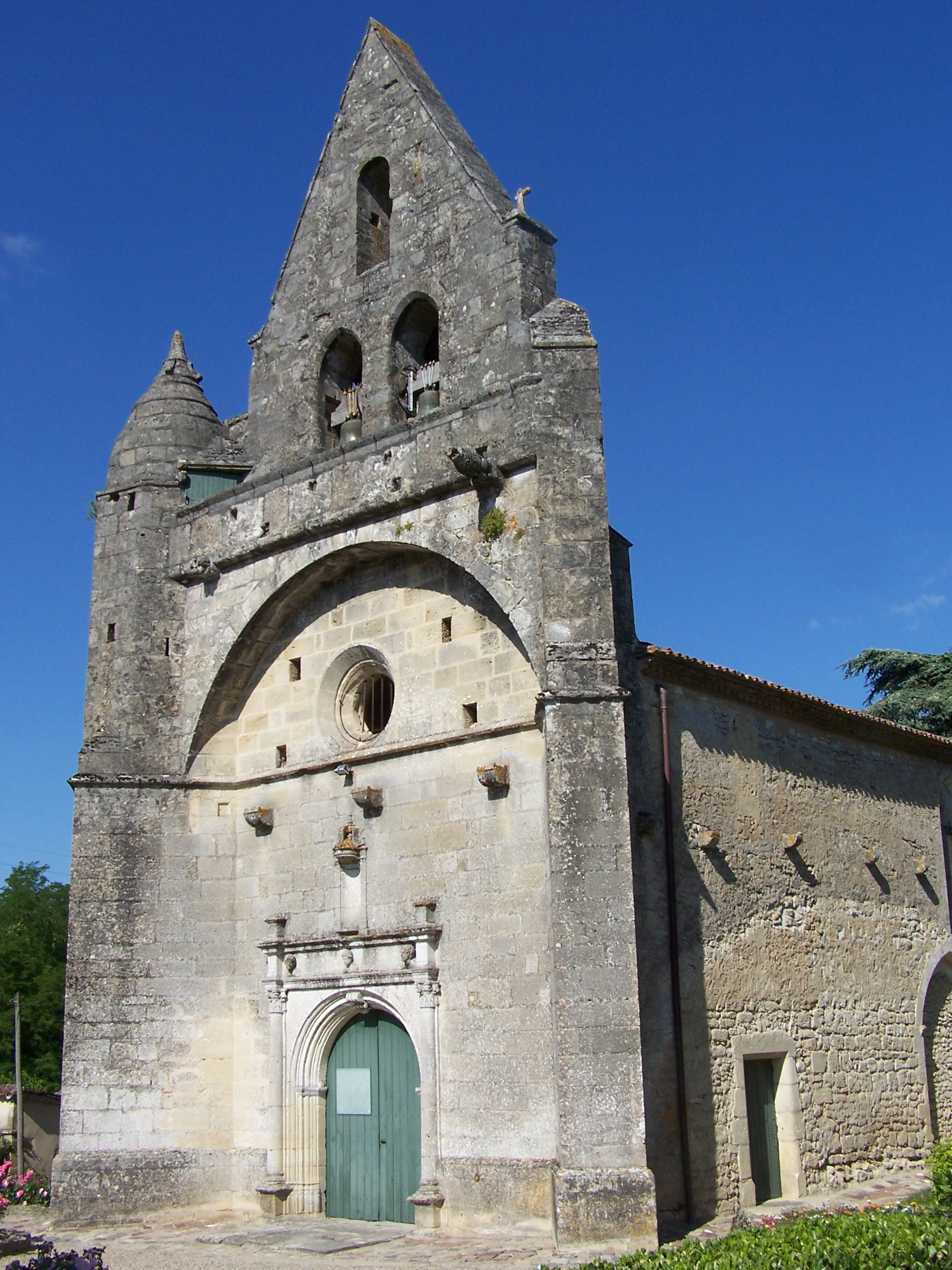
Fontet
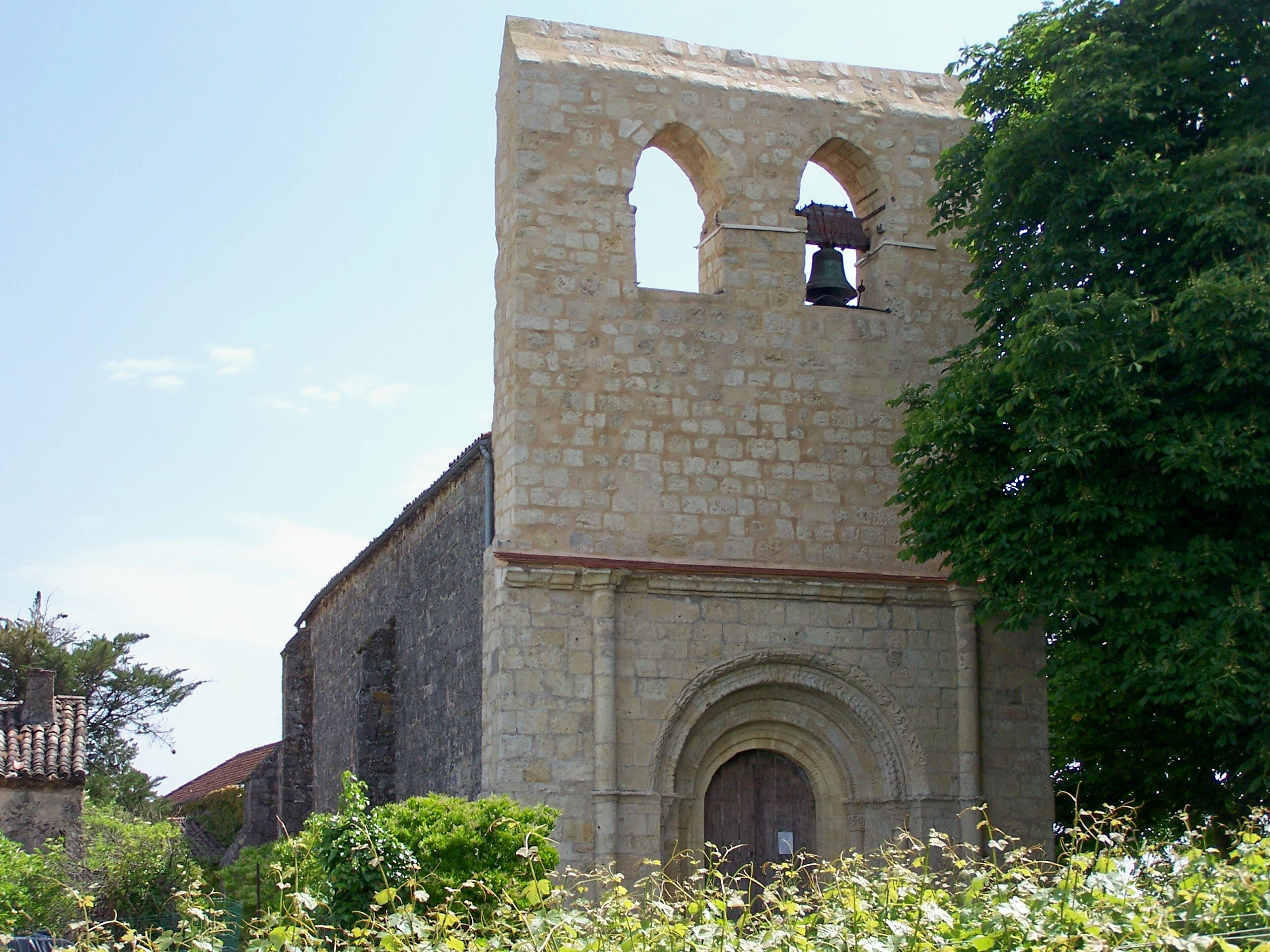
Gabarnac
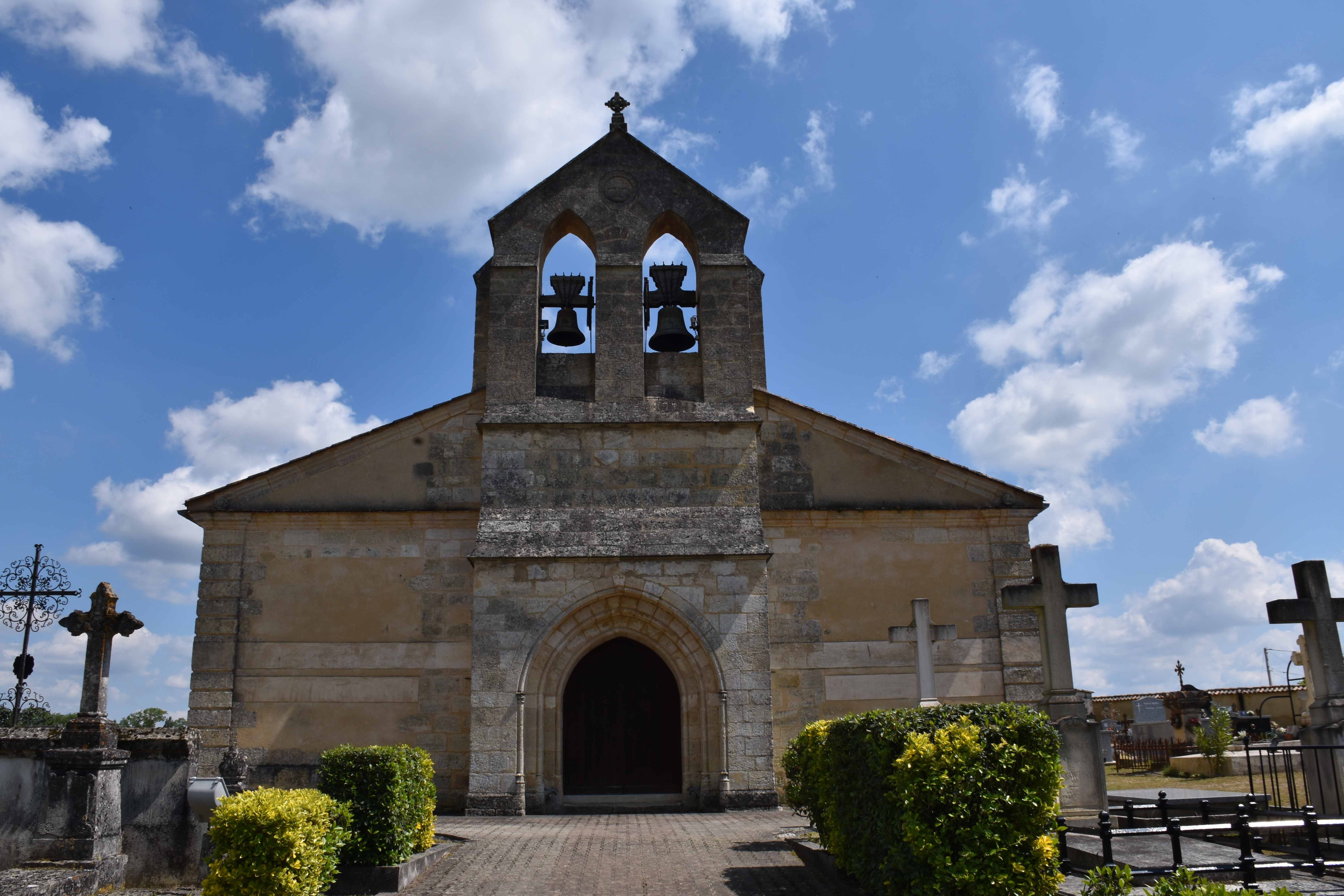
Labarde (Gironde)
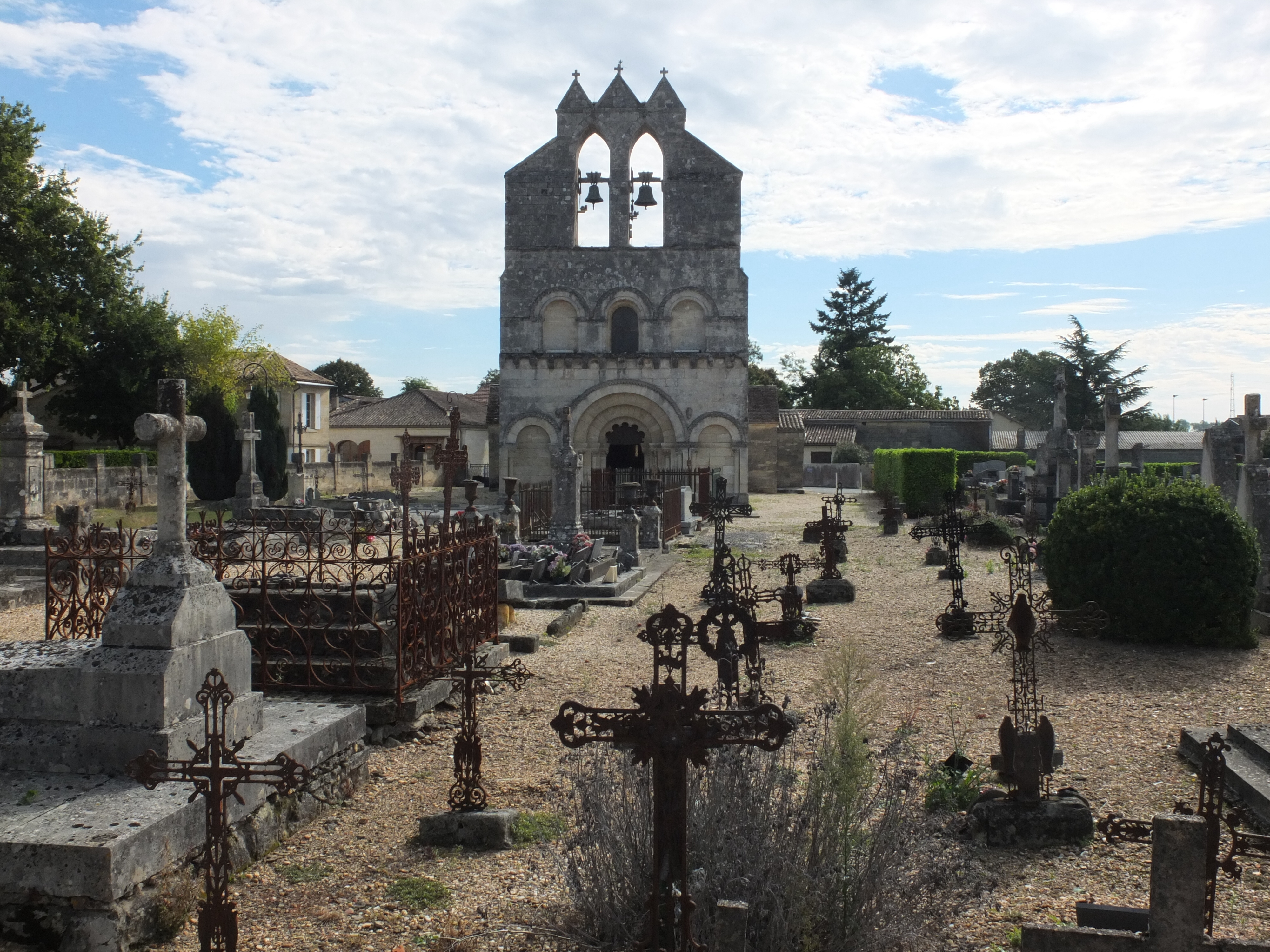
Lalande-de-Pomerol.
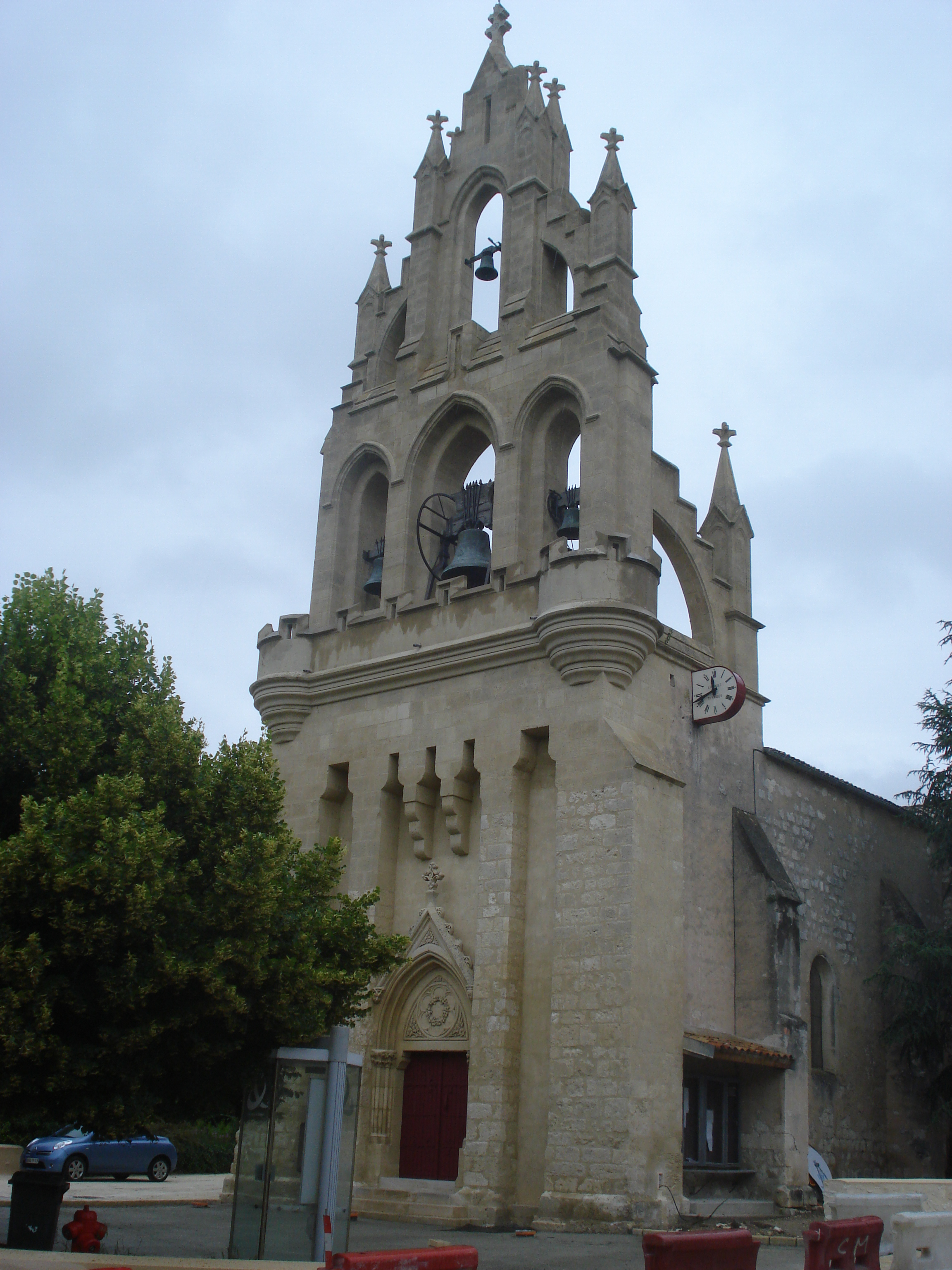
Les Lèves.
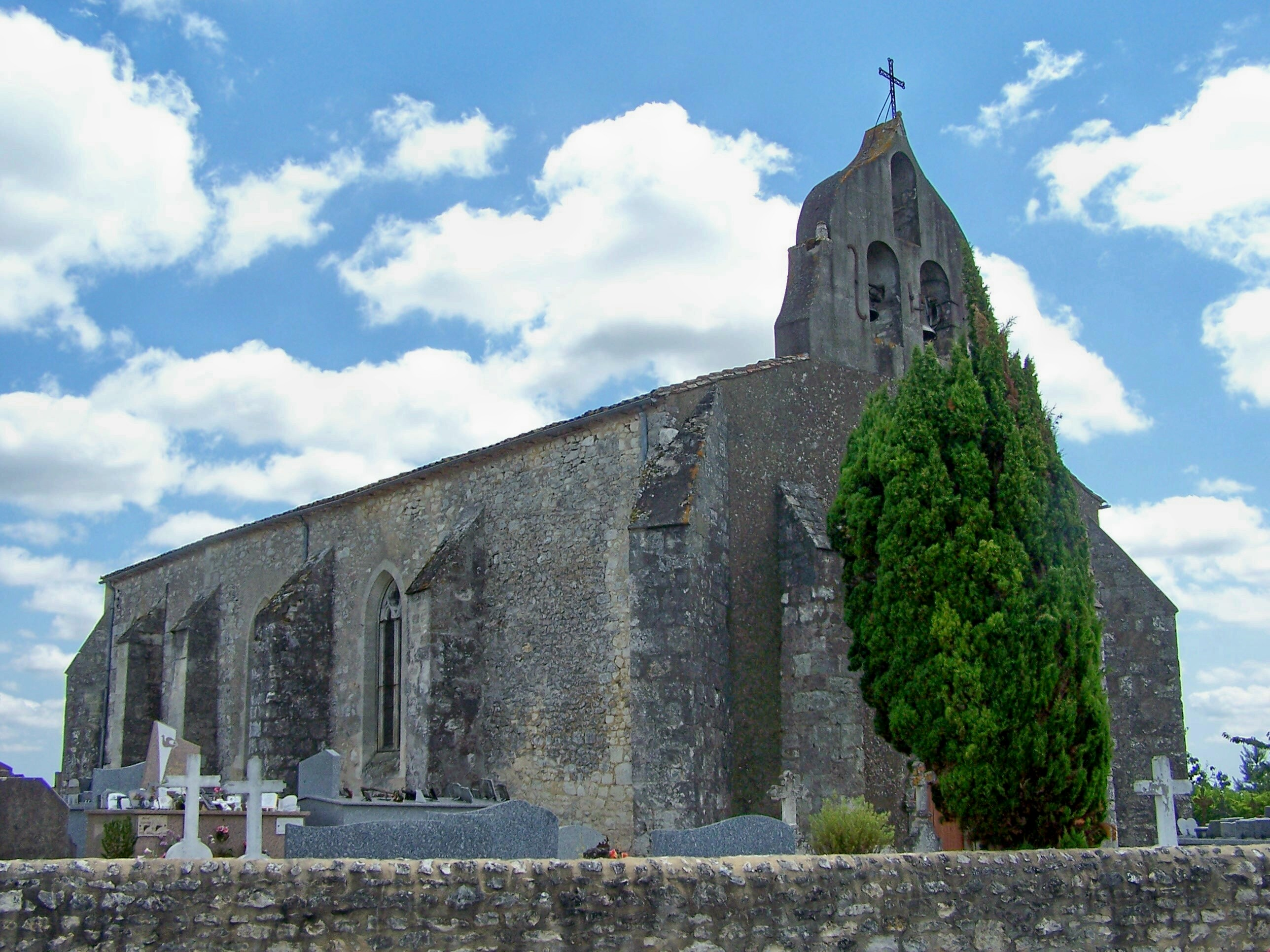
Margueron.
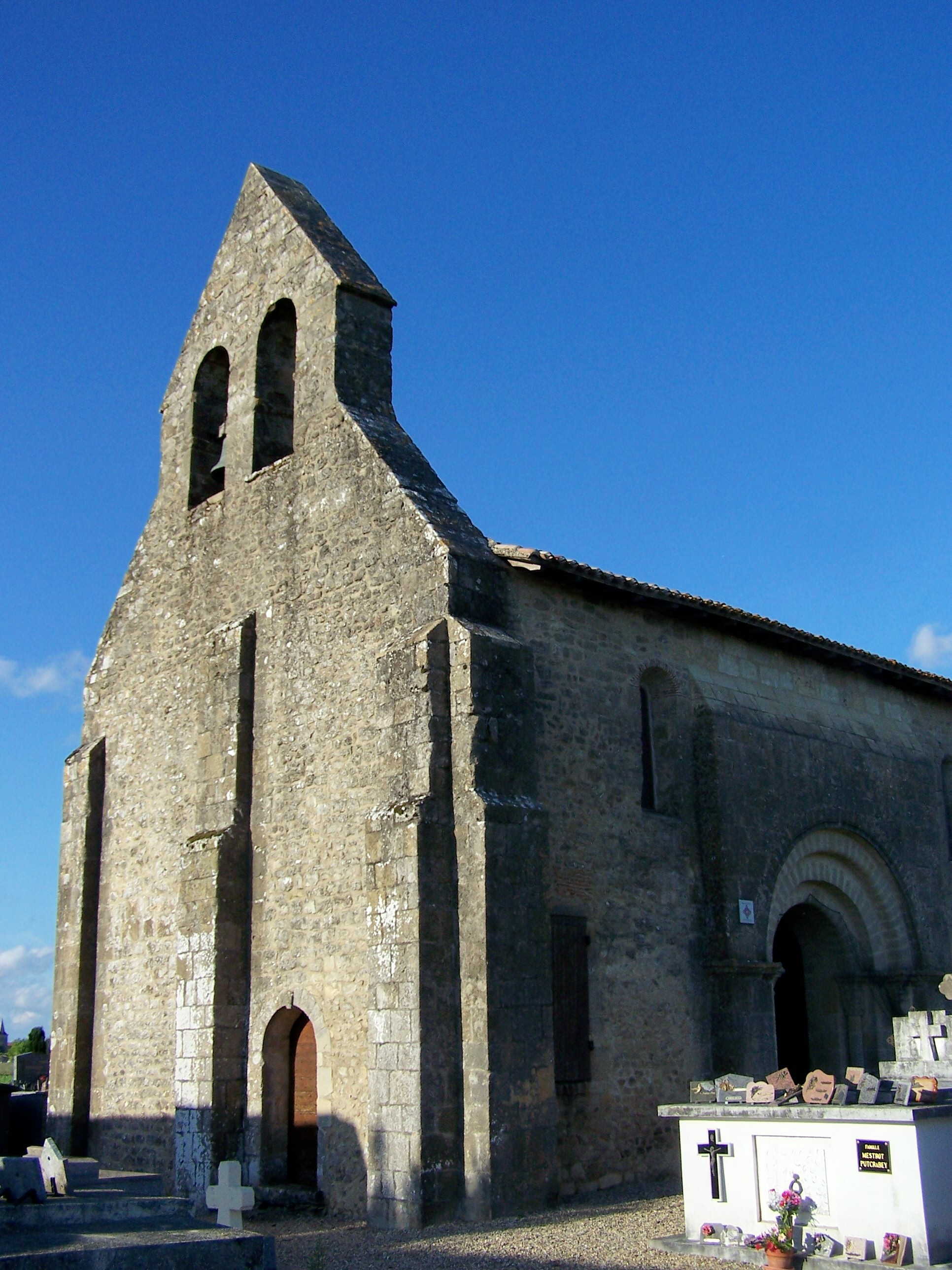
Pondaurat
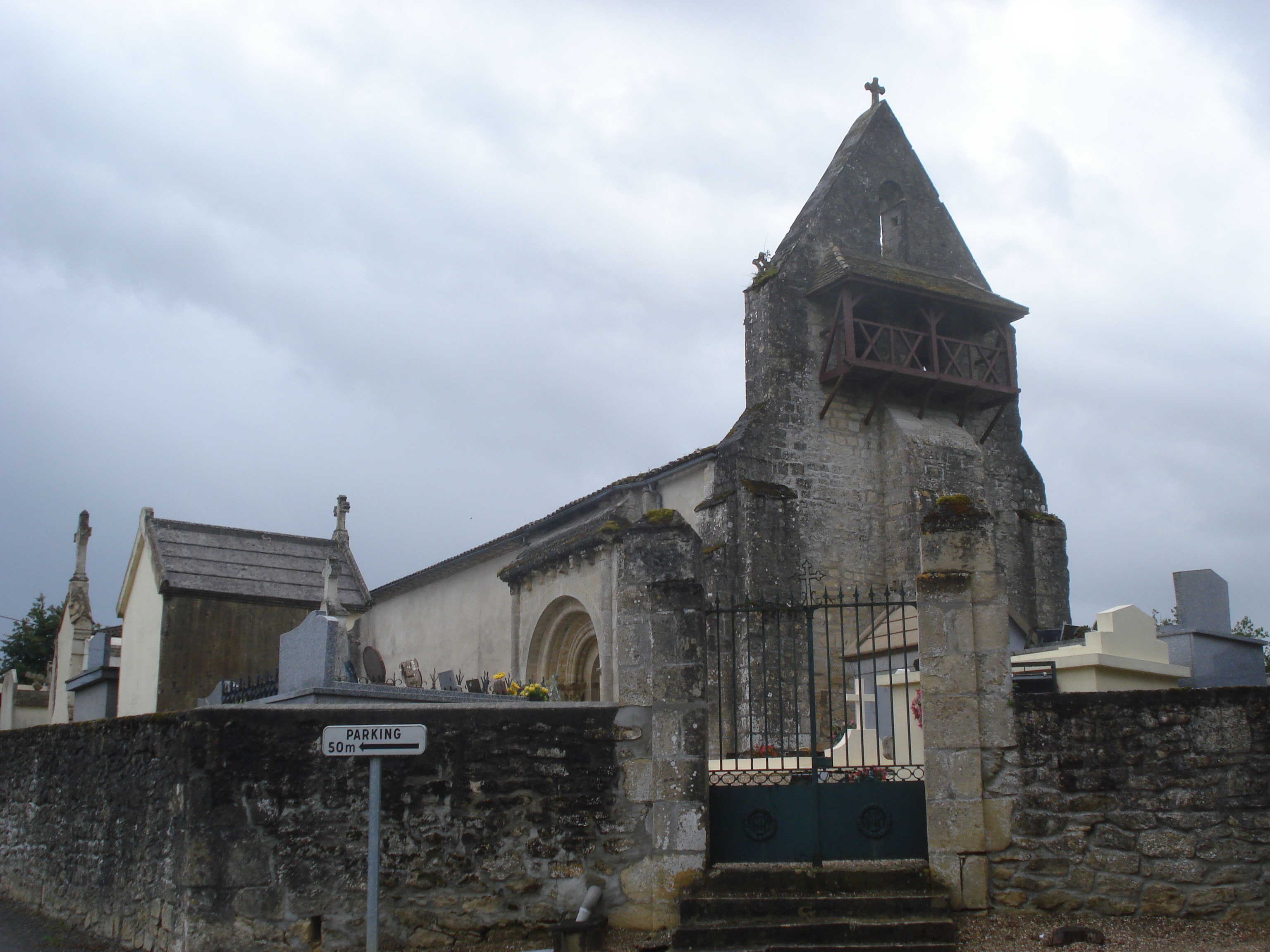
Saint-Hilaire-de-la-Noaille.
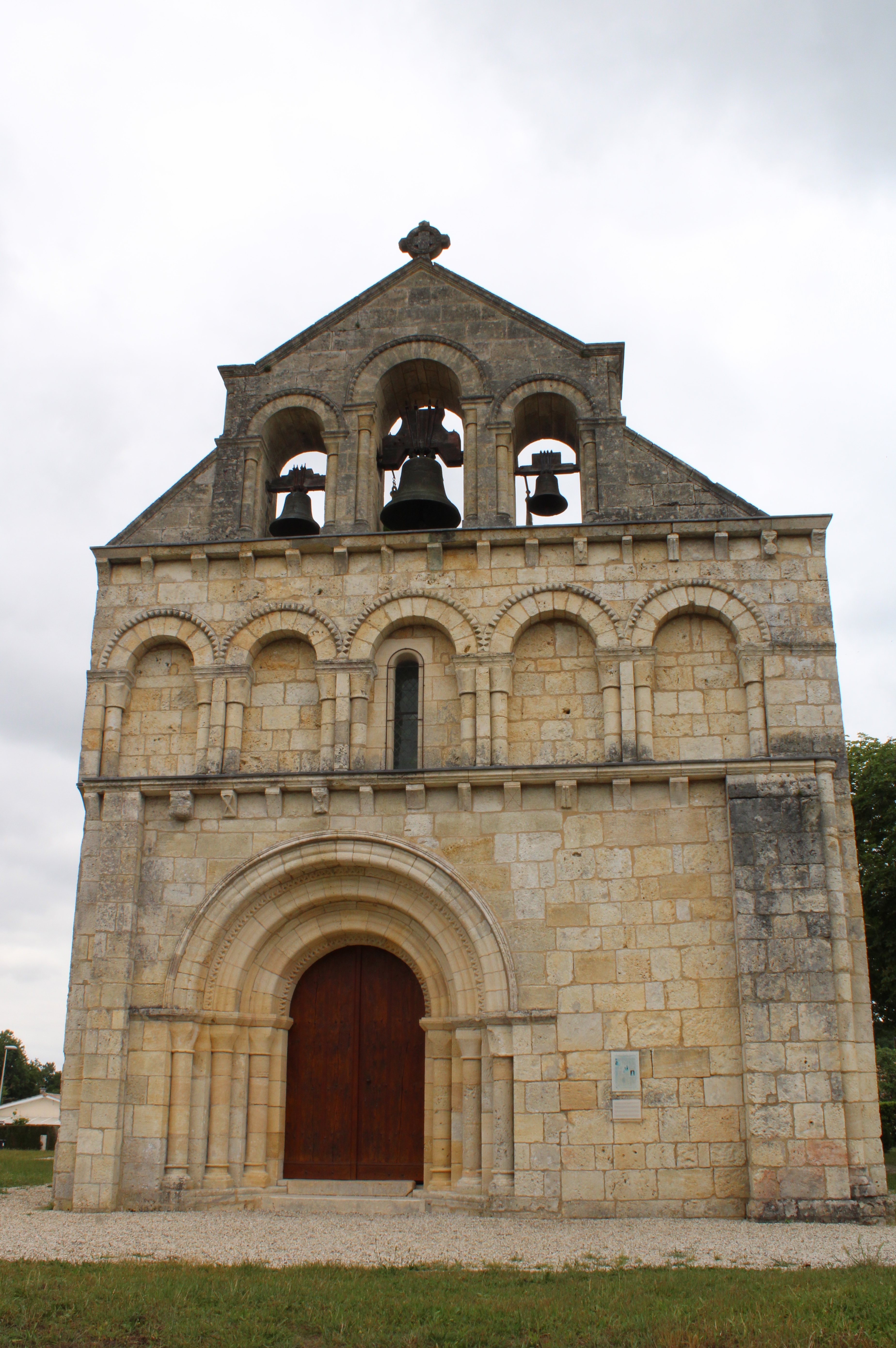
Chapelle Notre-Dame de Benon à Saint-Laurent-Médoc
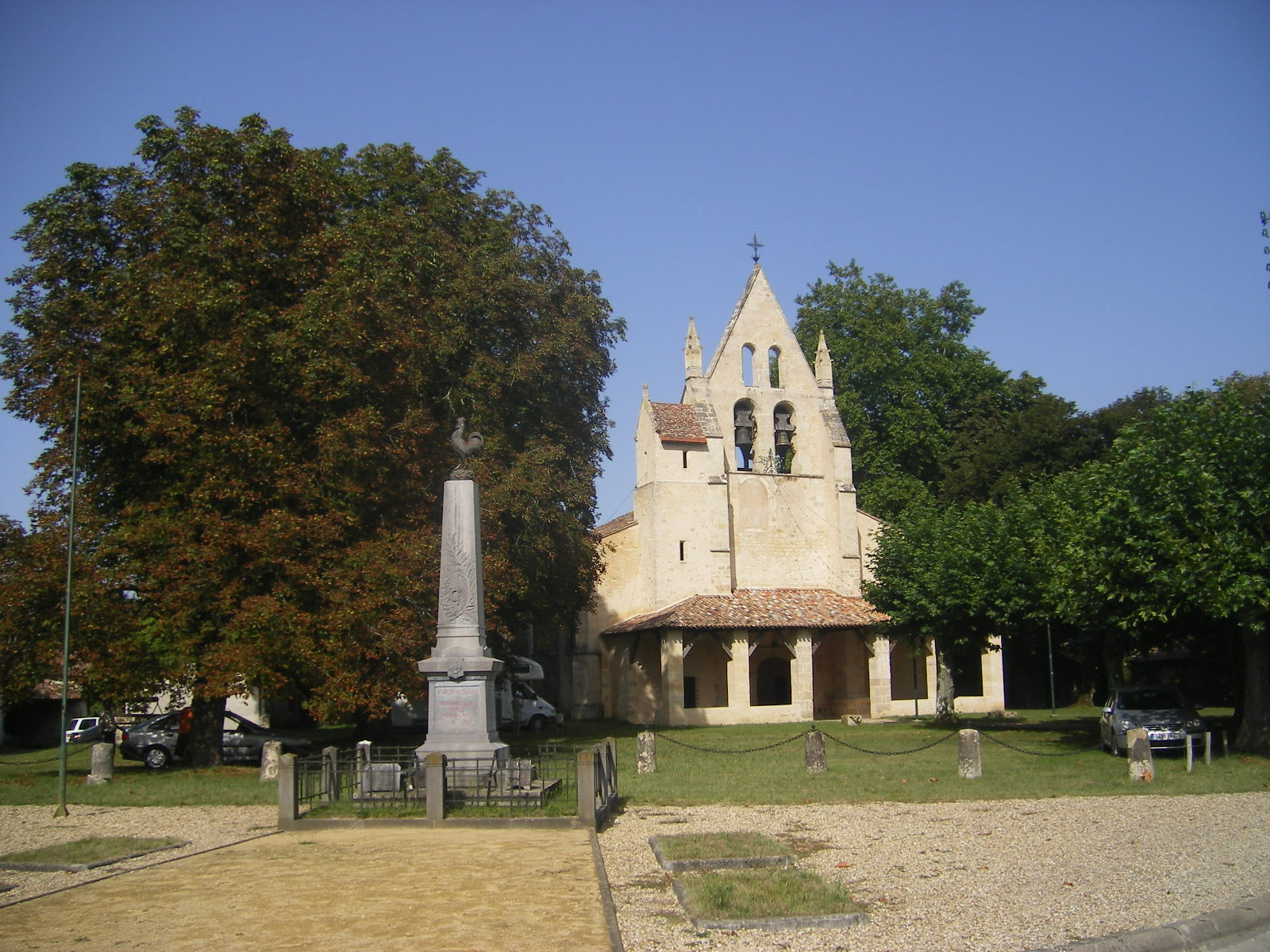
Saint-Léger-de-Balzon.
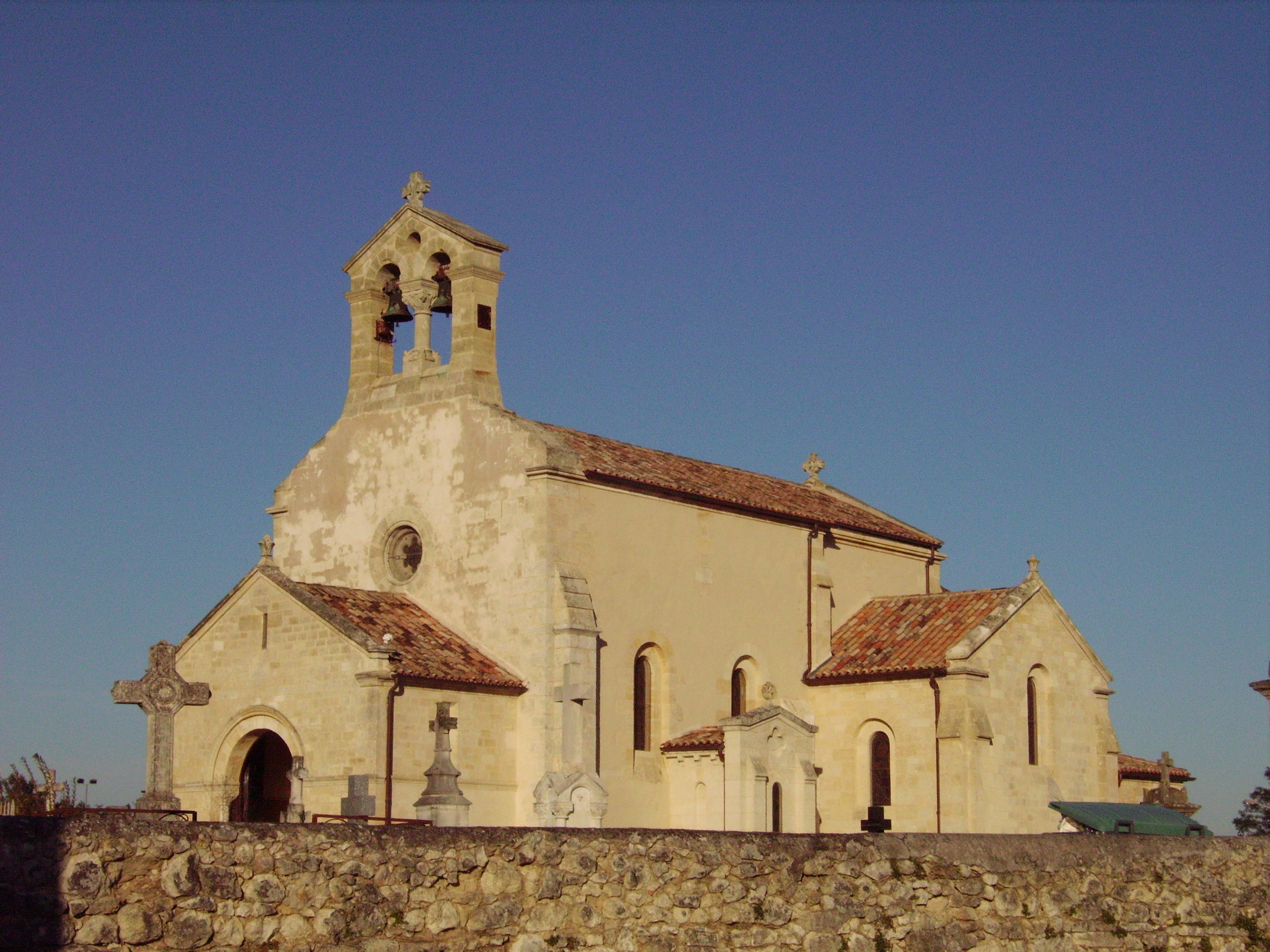
Saint-Médard-d'Eyrans.
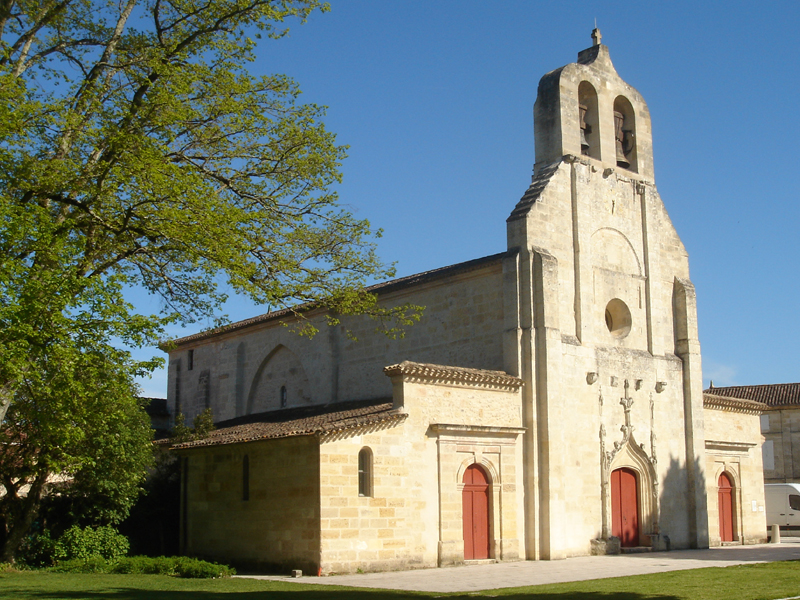
Sainte-Terre.
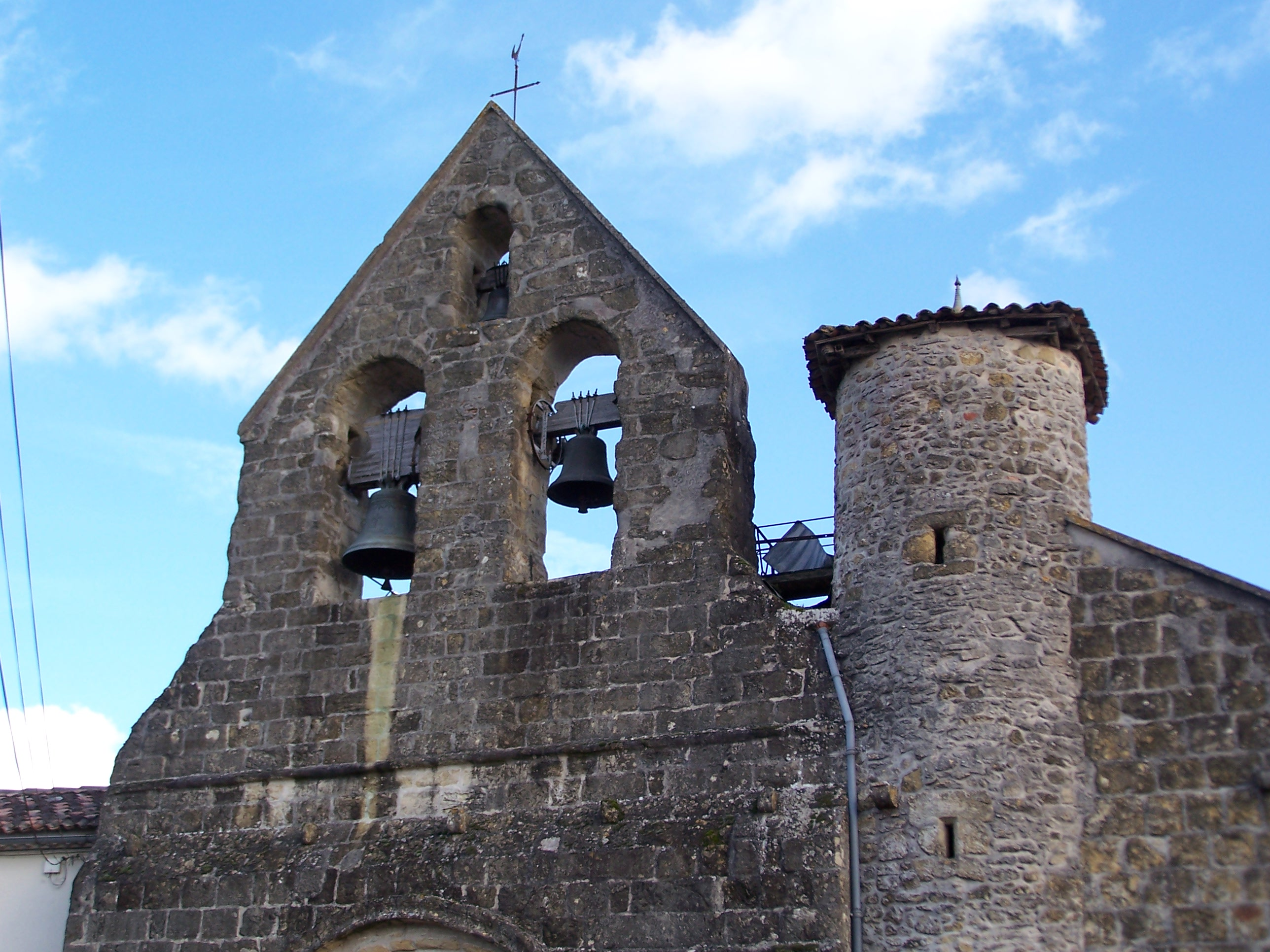
Savignac.
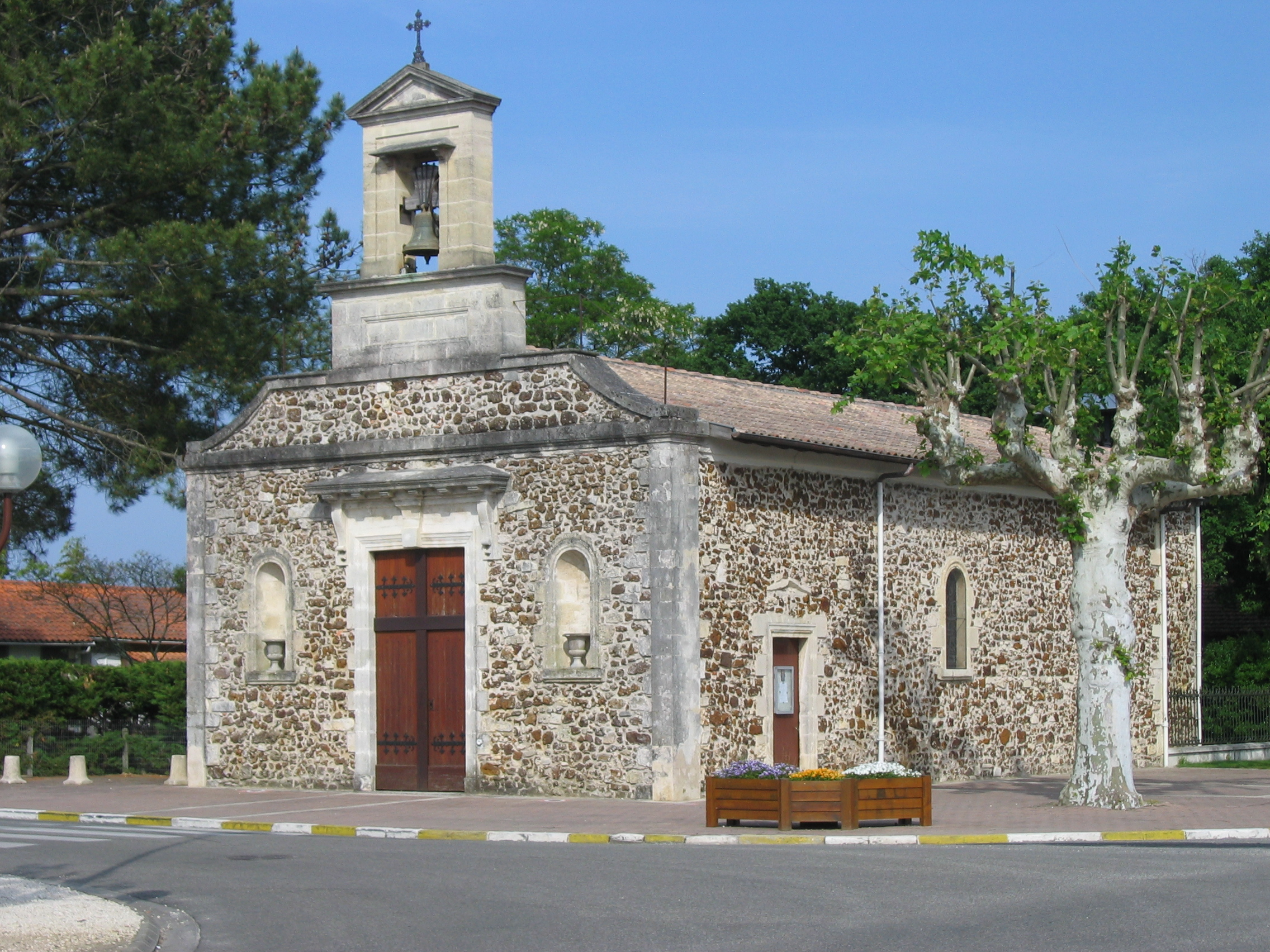
Cazaux (La Teste-de-Buch).

- Arbanats, église Saint-Hippolyte-et-Sainte-Radegonde
- Arbis, église Saint-Martin
- Aubiac, église Saint-Pierre
- Auriolles, église Saint-Pierre
- Auros, église Saint-Germain
- Ayguemorte-les-Graves, église Saint-Clément-de-Coma
- Bagas, église Notre-Dame
- Bassanne, église Saint-Pierre
- Bellebat, église Saint-Jacques
- Bellefond, église Saint-Eutrope
- Berthez, église Saint-Raphaël
- Bieujac, église Notre-Dame
- Blaignac, église Saint-Saturnin
- Blasimon églises Saint-Nicolas et Saint-Martin de Piis
- Blésignac, église Saint-Roch
- Brannens, église Saint-Sulpice
- Bourdelles, église Saint-Seurin
- Brouqueyran, église Saint-Pierre-ès-Liens
- Camiran, église Saint-Pierre
- Cantois, église Saint-Seurin
- Cardan, église Saint-Saturnin
- Castelmoron-d'Albret, église Sainte-Catherine-et-Notre-Dame
- Castelviel, église Notre-Dame
- Castets-en-Dorthe, église Saint-Romain de Mazérac
- Castillon-de-Castets, église Saint-Pierre
- Caumont, église Saint-Mandé
- Cauvignac, église Saint-Aignan
- Cazats, église Saint-Martin
- Cazaugitat, église Saint-Pierre
- Cénac, église Saint-André
- Cessac, église Saint-Romain
- Cleyrac, église Saint-Pierre
- Courpiac, église Saint-Christophe
- Cours-de-Monségur, église Saint-Martin
- Cudos, église Saint-Laurent d'Artiguevieille
- Daubèze, église Saint-Sulpice
- Dieulivol, église Saint-Pierre
- Donzac, église Saint-Christophe
- Doulezon, église Notre-Dame
- Escaudes, église Notre-Dame
- Escoussans, église Saint-Seurin
- Faleyras, église Saint-Gervais-Saint-Protais
- Fargues, église Notre-Dame
- Fontet, église Saint-Front
- Fossès-et-Baleyssac, églises Saint-Pierre-ès-Liens de Fossès et Notre-Dame de Baleyssac
- Frontenac, églises de la Commanderie de Sallebruneau, Notre-Dame et Sainte-Présentine
- Gabarnac, église Saint-Seurin
- Gajac, églises Saint-Martin et Saint-Christophe de Trazits
- Gans, église Saint-Pierre
- Gornac, église Saint-Jean-Baptiste
- Goualade, église Saint-Antoine
- Grignols, églises Notre-Dame de Sadirac, Saint-Michel de Campin, Saint-Loubert de l'Outrange et Saint-Jean-Baptiste d'Auzac
- Guillac, église Saint-Seurin
- Haux, église Saint-Martin
- Hostens, hameau de Rêtis : chapelle Sainte Catherine
- Illats, église Saint-Laurent
- Jugazan, église Saint-Martin
- Labarde (Gironde), église Saint-Martin
- Ladaux, église Saint-Martin
- Lalande-de-Pomerol, église Saint-Jean
- Landerrouat, église Saint-Jean
- Landerrouet-sur-Ségur, église Notre-Dame
- Léogeats, église Saint-Christophe
- Lerm-et-Musset, églises Notre-Dame de Lerm et Saint-Martin de Musset
- Les Lèves, église Saint-Pierre
- Listrac-de-Durèze, église Saint-Barthélemy
- Loubens, église Saint-Vincent
- Loupiac-de-la-Réole, église Sainte-Croix
- Lucmau, église Saint-André
- Lugasson, église Saint-Martin
- Margueron, église Saint-Martin
- Marimbault, église Saint-Vincent
- Marions, église Saint-Pierre
- Martres, église Saint-Pierre
- Masseilles, église Saint-Martin
- Massugas, église Notre-Dame
- Mauriac, église Saint-Saturnin
- Mérignas, église Notre-Dame
- Mesterrieux, église Saint-Pierre
- Mongauzy, églises Saint-Jean et Saint-André de Saint-André-du-Garn
- Montignac, église Saint-Médard
- Mourens, église Saint-Martin et chapelle de Montpezat
- Naujan-et-Postiac, églises Saint-Pierre de Naujan et Notre-Dame de Postiac
- Neuffons, église Saint-Martin
- Noaillan, église Saint-Vincent
- Omet, église Saint-Sulpice
- Origne, église Saint-Jean-Baptiste
- Pessac-sur-Dordogne, église Saint-Vincent
- Pondaurat, église Saint-Martin de Monphélix
- Préchac, église Saint-Pierre-ès-Liens
- Pujols-sur-Ciron, église Saint-Pierre-ès-Liens
- Le Puy, église Sainte-Anne
- Rauzan, église Saint-Pierre
- Rimons, église Saint-Hilaire
- Roquebrune, église Saint-Jean
- Romagne, église Saint-Vivien
- Saint-Antoine-du-Queyret, église Saint-Antoine
- Saint-Côme, église Saint-Côme et Saint-Damien
- Saint-Exupéry, église Saint-Exupère
- Saint-Félix-de-Foncaude, église Notre-Dame
- Saint-Genis-du-Bois, église Saint-Genis
- Saint-Hilaire-de-la-Noaille, église Saint-Hilaire
- Saint-Hilaire-du-Bois, église Saint-Hilaire
- Saint-Laurent-du-Bois, église Saint-Laurent
- Saint-Laurent-du-Plan, église Saint-Laurent
- Saint-Léger-de-Balson, église Saint-Léger
- Saint-Loubert, église Saint-Loubert
- Saint-Martial, église Saint-Martial
- Saint-Martin-de-Lerm, église Saint-Martin
- Saint-Martin-du-Puy, église Saint-Martin
- Saint-Médard-d'Eyrans, église Saint-Médard
- Saint-Michel-de-Castelnau, église Saint-Michel
- Saint-Michel-de-Lapujade, église Saint-Michel
- Saint-Pardon-de-Conques, église Saint-Pardon
- Saint-Pierre-de-Bat, église Saint-Pierre
- Saint-Sève, église Saint-Sève
- Saint-Sulpice-de-Pommiers, église Saint-Sulpice
- Saint-Sulpice-de-Guilleragues, église Saint-Sulpice
- Saint-Symphorien, église Saint-Symphorien
- Sainte-Foy-la-Longue, église Sainte-Foy
- Sainte-Gemme, église Sainte-Gemme
- Sainte-Terre, église Saint-Alexis
- Sainte-Radegonde, église Sainte-Radegonde
- La Sauve, église Saint-Pierre
- Sauveterre-de-Guyenne, églises Saint-Christophe du Puch et Saint-Léger de Saint-Léger-de-Vignague
- Saint-Yzan-de-Soudiac, église Saint-Laurent
- Sauviac, église Saint-Praxède
- Savignac, église Saint-Roch
- Sigalens, églises Notre-Dame d'Aillas-le-Vieux et Saint-Martin de Monclaris
- Sillas, église Notre-Dame
- Soulignac, église Saint-Genès
- Soussac, église Saint-Hilaire
- Taillecavat, église Notre-Dame
- La Teste-de-Buch, église Saint-Pierre-ès-Liens de Cazaux
- Tizac-de-Lapouyade, église Saint-Pierre-Saint-Paul
- Le Tuzan, église Saint-Jean